# ひかわ博一
ひかわ 博一（本名：樋川 博一（ひかわ ひろかず）、1967年7月4日 - ）は日本の漫画家。愛知県出身。

## 経歴
19歳の頃より本格的に漫画を描き始める。1987年、本名である樋川博一名義の『快晴!!青空教室』で第14回藤子不二雄賞を受賞。のむらしんぼのアシスタントを経て、小学館の児童誌に作品を発表。主にゲームなどのコミカライズ作品を手がけた。中でも星のカービィのコミカライズである『星のカービィ デデデでプププなものがたり』は『月刊コロコロコミック』の看板作品として10年以上に渡り人気を博していた。
ところが、2006年に唐突に連載が終了してしまったことから、インターネット上では「担当編集から心無い言葉を浴びせられ、うつ病になったことで絵柄も変わってしまい、最終的には本人もボロボロになり筆を折った」という根拠の無い噂が囁かれていたが、『ゲッサン』2017年7月号掲載のカメントツによるルポ漫画『カメントツの漫画ならず道』で行われたひかわ本人へのインタビューではこのことについて「嘘ですね」と否定している。ひかわはこの噂については把握しており、「なんであんな噂が立ったのか自分でも本当によくわからないんですよね」「やっぱりみんなセンセーショナルなほうを信じちゃうんですよね」とも述べている。
事の真相は、『カービィ』連載中期以降、ひかわは漫画に対するモチベーションを維持できなくなり、作話以外のほとんどの作業を一人のアシスタントに丸投げしていたが、そのアシスタントが辞めてしまったことで自力で描かざるを得なくなり、長年執筆を行わなかったことからろくに漫画を描けなくなってしまったため、連載終了に至った、というものである。
連載終了後は漫画家としては活動せず、印税を元手に株取引を行っていたが、リーマン・ショックの発生でほとんどが焦げ付いてしまったという。前述のルポ漫画が描かれた時点では漫画家としての復帰の意向が全く無い状況で、インタビュー中でも「自分は全てアシスタント任せでどうしようもないクズ。ファンに対しては申し訳ない気持ちでいっぱい」「自分のことなど忘れてほしい（と、漫画にも書いてくれ）」と語っていた。
2012年8月3日に星のカービィシリーズ20周年を記念して刊行されたファンブック『プププ大全』に祝福のメッセージを、2017年にコロコロコミック伝説（レジェンド）カフェの会場にて直筆イラストを、それぞれ寄稿している。また、2017年に『月刊コロコロコミック』で連載を開始した漫画『星のカービィ 〜まんぷくプププファンタジー〜』の作者・武内いぶきはリアルタイムでひかわの『カービィ』を読んでおり、その縁があってひかわは単行本1巻の帯コメントを寄せている。
2017年12月15日発売の『コロコロアニキ』2018年冬号では、11年ぶりとなる『デデデでプププなものがたり』の新作を発表。以降、低ペースながらも漫画家活動を再開している。
翌2018年には描き下ろしを含む『デデデでプププなものがたり』の傑作選をコロコロアニキコミックスより刊行した。さらに、復活した号の次にあたる『コロコロアニキ』2018年春号では、『カービィ』の25.5巻が付録となり、新作描き下ろしがさらに一挙2話掲載となったほか、デビューから前述の筆を折るに至るまでを描いた経緯が師匠ののむらしんぼ作の『コロコロ創刊伝説』において2話にわたり掲載され、のむらとの対談記事も掲載された。次の2018年夏号からは正式に、『デデデでプププなものがたり』が連載となった。

## 人物
- 趣味は野球で、プレーしている写真を単行本カバーの帯裏に載せたことがある。他に株も趣味として挙げている。
- のむらしんぼのアシスタントを7年間していた。ひかわの初単行本となった『PC原人くん』発売の際には、『つるピカハゲ丸』の単行本の中で宣伝を行っている。のむらからの愛称は「ピカリン」[8]。
- 影響を受けた漫画はあまりないが、幼少期には水島新司の野球漫画を読んでいたと述べている[2]。
- 活動再開後はアシスタントを雇わず1人で描いており、漫画製作環境も完全アナログを貫いている[9]。

## 作品リスト

### 連載
- PC原人くん（別冊コロコロコミック、1992年2月号 - 1994年4月号、単行本全1巻）
- ソニック・ザ・ヘッジホッグ（小学三年生・小学五年生、1992年 - 1993年）
- エスパークス（小学五年生・小学六年生、1992年 - 1995年）
- がおがお おれゴジラ（小学三年生、1993年 - 1995年）
- 星のカービィ デデデでプププなものがたり（月刊コロコロコミック・別冊コロコロコミック他、1994年 - 2006年・2017年 - 、単行本全25巻）
- ドレミファンタジー ミロンのドキドキ大冒険 ワクワク4コマギャグ日記（月刊コロコロコミック、1995年 - 1996年）
- スーパー桃太郎電鉄DX 4コマ爆笑EXPRESS（月刊コロコロコミック、1995年 - 1996年）
- とんでもとんでモスラ（小学三年生、1996年 - 1998年、単行本全1巻[10]）
- ポケットモンスター（てれびくん、1997年 - 2001年）

### 読み切り
- SUPER桃太郎電鉄DX（月刊コロコロコミック、1996年1月号）
- 大乱闘スマッシュブラザーズ（月刊コロコロコミック、1999年2月号）
- てんてん！天助（別冊コロコロコミック　スペシャル増刊号　ビックリマン超特集2、1988年2月）